# Saint-Pardoux (Haute-Vienne)
Saint-Pardoux, okzitanisch Sent Perdos, ist eine Commune déléguée in der französischen Gemeinde Saint-Pardoux-le-Lac mit 668 Einwohnern (Stand 1. Januar 2022). Saint-Pardoux liegt in der Region Nouvelle-Aquitaine, im Département Haute-Vienne, im Arrondissement Bellac.
Durch Saint-Pardoux führt die Autoroute A20.
Zur Commune déléguée gehören die Weiler Champcommunal, Chantot, Châtenet-Colon, Chéz Bejas, Fougerolles, Fréaudour, La Brandouille, La Gorce, La Ribière, La Tour, Les Cerisières, Le Chataignol, La Chatin, Le Coux, Les Grands Magneux, Le Parc, Le Puy Châtelard, Mazernaut, Montégut, Puy Bison, Puy Jouard, Puy Perrier, Vauguenige und Villarcoin.

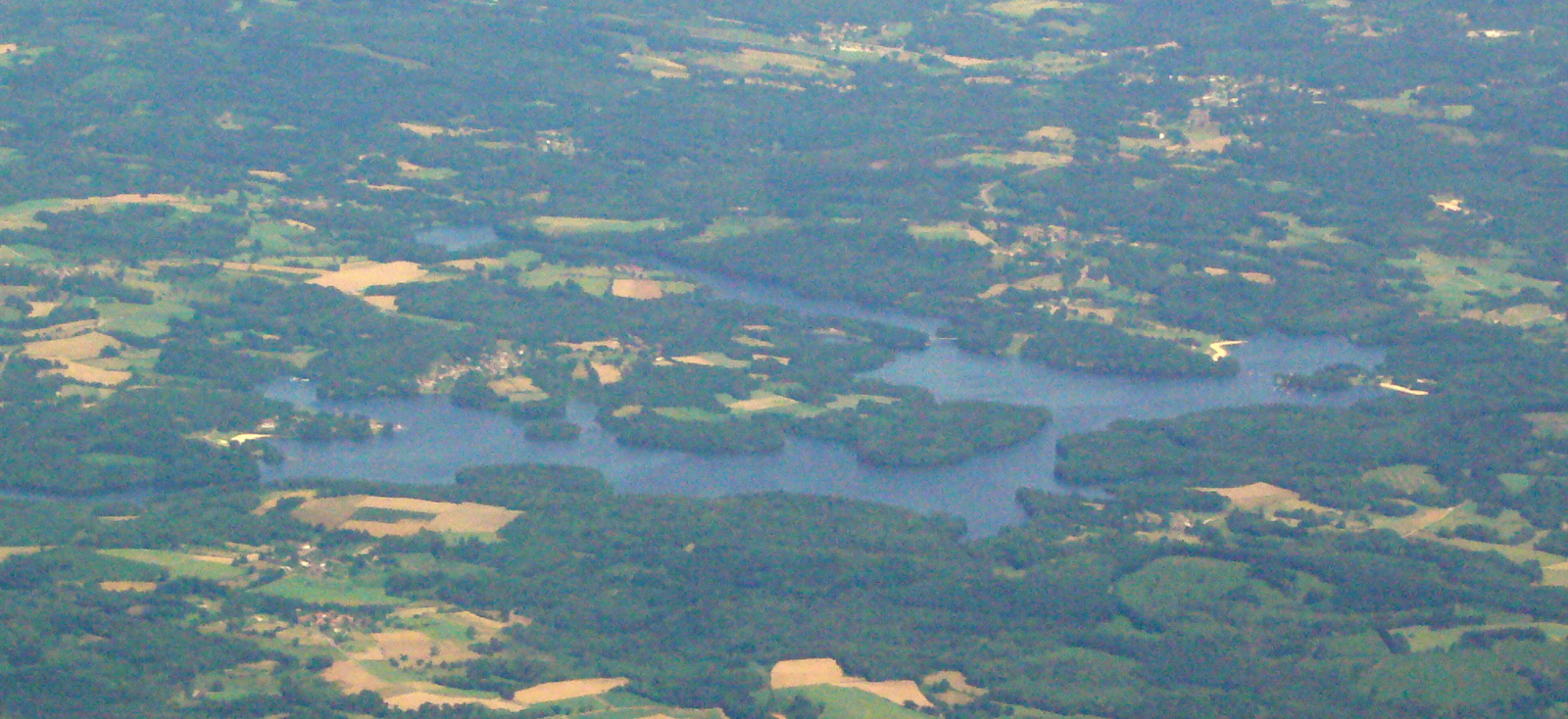
Der Stausee Lac de Saint-Pardoux

Die Gemeinde Saint-Pardoux wurde am 1. Januar 2019 mit Roussac und Saint-Symphorien-sur-Couze zur Commune nouvelle Saint-Pardoux-le-Lac zusammengeschlossen. Sie hat seither den Status einer Commune déléguée. Die Gemeinde Saint-Pardoux gehörte zum Kanton Ambazac. Sie grenzte im Norden an Châteauponsac, im Nordosten an Bessines-sur-Gartempe, im Südosten an Razès, im Süden an Compreignac und im Westen an Saint-Symphorien-sur-Couze.

## Bevölkerungsentwicklung
| Jahr      | 1962 | 1968 | 1975 | 1982 | 1990 | 1999 | 2008 | 2013 |
| --------- | ---- | ---- | ---- | ---- | ---- | ---- | ---- | ---- |
| Einwohner | 711  | 633  | 497  | 465  | 482  | 466  | 526  | 575  |